# 電界効果テトロード
電界効果テトロード（でんかいこうかテトロード、Field-effect tetrode）は、2つの電界効果チャネルを背中合わせに作り、その間を接合した半導体素子である。
各チャンネルが他のチャンネルのゲートとなるため、特定のゲート端子を持たない4端子デバイスであり、電圧条件によって他のチャンネルが流す電流が変調される。

## 電流-電圧関係
ここで、第1チャンネルの電圧を {\displaystyle V_{1}-V_{2}}、第2チャンネルの電圧を{\displaystyle V_{3}-V_{4}}、第1チャンネルの電流を {\displaystyle I_{1}}、第2チャンネルの電流を{\displaystyle I_{2}}とすると、次式が与えられる。
{\displaystyle I_{1}=G_{1}(V_{1}-V_{2})\left[1-{\frac {2}{3V_{p}^{1/2}}}{\frac {(V_{1}-V_{3})^{(3/2)}-(V_{2}-V_{4})^{(3/2)}}{(V_{1}-V_{3})-(V_{2}-V_{4})}}\right]}
{\displaystyle I_{2}=G_{2}(V_{3}-V_{4})\left[1-{\frac {2}{3V_{p}^{1/2}}}{\frac {(V_{3}-V_{1})^{(3/2)}-(V_{4}-V_{2})^{(3/2)}}{(V_{3}-V_{1})-(V_{4}-V_{2})}}\right]},

ここで、{\displaystyle G_{i}} はチャネルの低電圧コンダクタンス、 {\displaystyle V_{p}} はピンチオフ電圧（各チャネルで同じと仮定）である。

## 応用
電界効果テトロードは、信号電圧によって抵抗値が変調されない、高直線性特性の電子可変抵抗器（ポテンショメータ）として使用することができる。
信号電圧はバイアス電圧、ピンチオフ電圧、接合部耐圧を超えることがあり、その限界は散逸に依存する。信号電流はチャネル抵抗に反比例して流れる。信号は空乏層を変調しないので、電界効果四極トランジスタは高い周波数で機能する。同調比は非常に大きくすることができ、対称的なピンチオフ条件では、高抵抗の限界はメガオームの域に達する。

## 参照
- 電界効果トランジスタ（Field-effect transistor）
- マルチゲート素子（Multigate device）, other multi-gate devices
- Tetrode transistor, any transistor having four active terminals